# Bezirksmuseum Meidling

Wappen von Meidling

Das Bezirksmuseum Meidling des 12. Wiener Gemeindebezirks ist das älteste dieser Art in Wien und befindet sich in der Längenfeldgasse 13–15.

## Geschichte
Das Bezirksmuseum wurde 1923 als Meidlinger Heimatmuseum von einem Kreis interessierter Mitbürger unter der Leitung von Schulrat Karl Hilscher gegründet.
Ein eigens geschaffener Verein, dessen Präsident stets der jeweilige Bezirksvorsteher ist, dient zur Unterstützung und Förderung des Museums. Die Museumsleiter und ihre Mitarbeiter stellen ihre Freizeit ehrenamtlich der Museumsarbeit zur Verfügung.
Zu dem Grundgedanken, die Geschichte des Bezirks in einem eigenen Museum zu zeigen, gehörte auch die Förderung von heimischen Künstlern. Das Meidlinger Bezirksmuseum verfügt daher seit Beginn über eine eigene Galerie.
Karl Hilscher veranstaltete nach der ordnungsgemäßen Gründung des Vereines 1923 die erste Ausstellung der gesammelten und gespendeten Objekte in einem Klassenraum der Schule Singrienergasse 23. Noch im selben Jahr übersiedelte das Museum in drei Räume der Volksschule Bischoffgasse 10.

Nach dem Tod von Karl Hilscher 1936 wurde August Eigner neuer Museumsleiter.

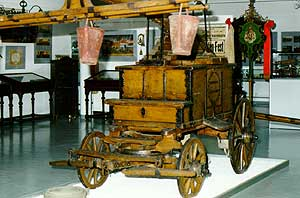
Feuerspritze 1835

Trotz der Auflösung von Vereinen nach 1938 konnte das Heimatmuseum Meidling den Museumsbetrieb unter dem Patronat des Historischen Museums der Stadt Wien (heute Wien Museum) aufrechterhalten. Um die Sammlung vor der Vernichtung 1943–1945 zu schützen, wurde sie nach Niederösterreich verlagert.
Nach 1945 unterstützte Bezirksvorsteher August Fürst den Wiederaufbau und die Wiederaufstellung des Museums. 1950 starb August Eigner. In der Folge konnte kein ständiger Leiter gefunden werden. Die nächsten Jahre führten interimistische Leiter das Museum.
Im Jahr 1955 musste die Sammlung in die Volksschule Nymphengasse 7 übersiedeln.
Als Bezirksvorsteher Wilhelm Hradil die Leitung des Bezirkes übernahm, fand er in der Person des Lehrers und Direktors Karl König im Jahre 1960 einen neuen Leiter für das Museum. Karl König schuf die Publikationsreihe „Meidling, Blätter des Bezirksmuseums“ und begann mit Vorträgen die Bezirksgeschichte einer breiteren Öffentlichkeit nahezubringen.
1971 musste das Museum erneut übersiedeln und konnte die Räumlichkeiten der Schule Kobingergasse 7 zur Gänze als Museum adaptieren. Es sollte etwas mehr als 20 Jahre die Heimstatt des Museums sein.

Nach Karl König folgten ab 1977 Hermann Zucker und 1982 Ernst Tschiedl als Museumsleiter, 1987 übernahm die Museologin Vladimira Bousska die Leitung.
1995 sah sich das Museum erneut gezwungen, nach einem neuen Quartier Ausschau zu halten. Beim Ausbau des Areals der 3. Zentralberufsschule, Längenfeldgasse 13–15, für die Volkshochschule Meidling, wurde das Museum mit eingeplant.

Am 12. September 1997 konnte das Museum in der Längenfeldgasse 13–15 in völlig neuer Aufstellung und mit zeitgemäßer Museumstechnologie eröffnet werden.

## Auszeichnungen
- 1999 Österreichischer Museumspreis Anerkennungspreis

## Galerie & Sammlungen

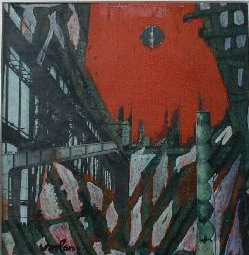
Willy Verkauf-Verlon, Collage um 1950/60

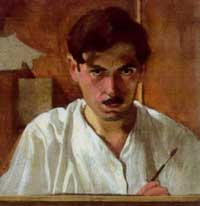
Josef Wawra, 1893–1935

Die an das Museum angeschlossene Galerie Meidling zeigt in temporären Ausstellungen Meidlinger Künstler sowie Schwerpunktthemen aus der Geschichte des Bezirkes.
Der Bestand an Gemälden, Zeichnungen und Kunstdrucken geht darauf zurück, dass Künstler im Bezirksmuseum Meidling ausgestellt und dem Museum ein oder mehrere Werke geschenkt haben.
- Ludwig Heinrich Jungnickel (1881–1965)
- Elfriede Ott (1925–2019)
- Joseph Selleny (1824–1875)
- Eugen Szloboda
- Willy Verkauf (1917–1994)
- Wilfried Zeller-Zellenberg (1910–1989)
- Franz von Zülow (1883–1963)
- und viele andere

In der „Galerie im Stiegenhaus“ ist eine permanente Ausstellung dem Volksbildner Josef Wawra und seiner Frau Josefine Wawra, Schülerin von Tina Blau, gewidmet.
Das Museum verfügt über eine umfangreiche Sammlung mit den Schwerpunkten Handwerk, Alltagsleben, Wohnsituation um die Jahrhundertwende, Feuerlöschwesen sowie Unterhaltung in Meidling mit besonderer Beachtung von Carl Lorens, Hermann Leopoldi und Anton Krutisch.

## Blätter des Meidlinger Bezirksmuseums
In der seit 1968 publizierten Heftreihe „Meidling, Blätter des Bezirksmuseums“ sind bis 2017 80 Hefte (und mehrere Sonderhefte) erschienen. Darin wird die Bezirksgeschichte im Allgemeinen und im Detail (Monographien) wissenschaftlich aufgearbeitet. Die durch intensive Recherchen, Bearbeitungen des Bezirksmuseums-Archives, aber auch durch Ausstellungskataloge zu den Sonderausstellungen entstandenen Hefte erreichten meist – vor allem seit Mitte der 1990er Jahre – einen Umfang von etwa 70 bis 80 Seiten.